# Citect
Die Gesellschaft Citect ist ein Unternehmen von Schneider Electric, das Softwarelösungen für die Automatisierungstechnik und für das Informationsmanagement sowie MES-Systeme entwickelt.

## Produktbereiche
Die Hauptprodukte sind Prozessleitsoftware und Informationsmanagement-Software, welche in diversen Branchen, wie Gebäudeautomation, Pharmazie und Lebensmittelproduktion eingesetzt werden. Die Produkte lassen sich in drei große Bereiche einteilen:
- Mensch-Maschine-Kommunikation
- Überwachung, Steuerung und Datenerfassung
- Produktions-Leitsysteme

## Citect bei Schneider Electric
Das im Jahr 1973 gegründete Unternehmen wurde an der australischen Börse bereits gehandelt, als Schneider Electric den australischen Aktionären im Jahr 2005 ein Übernahmeangebot machte. Die beiden Firmen arbeiteten bereits seit mehreren Jahren im Rahmen einer strategischen Partnerschaft zusammen.

## Standorte
Das Unternehmen hat mehr als 20 Standorte in Australien, Südostasien, der Volksrepublik China, Japan, Nord- und Südamerika, Europa, Afrika und dem Mittleren Osten und exportiert in über 80 Länder weltweit. Des Weiteren befindet sich das Unternehmen in einem Netzwerk von 500 Partnern.